# Kanhirode
Kanhirode é uma vila no distrito de Kannur, no estado indiano de Kerala.

## Demografia
Segundo o censo de 2001, Kanhirode tinha uma população de 13 954 habitantes. Os indivíduos do sexo masculino constituem 47% da população e os do sexo feminino 53%. Kanhirode tem uma taxa de literacia de 82%, superior à média nacional de 59,5%: a literacia no sexo masculino é de 85% e no sexo feminino é de 79%. Em Kanhirode, 12% da população está abaixo dos 6 anos de idade.